# حمد ال منصور
حمد ال منصور (عربی: حمد آل منصور؛ زادهٔ ۱۹ اوت ۱۹۹۳) یک ورزشکار اهل عربستان سعودی است.
از باشگاه‌هایی که در آن بازی کرده‌است می‌توان به باشگاه فوتبال الحزم عربستان سعودی و باشگاه فوتبال نجران عربستان سعودی اشاره کرد.